# Технологічність конструкції
Технологі́чність констру́кції — це сукупність властивостей конструкції виробу, які проявляються у можливості оптимальних (найвигідніших техніко-економічних) витрат праці, коштів, матеріалів і часу при технологічній підготовці виробництва, виготовленні, експлуатації та ремонті виробу.
Технологічність конструкції виробу характеризує можливість його виготовлення, експлуатації та зберігання за умов використання наявних у виробника та споживача виробу трудових, матеріальних, енергетичних та інших ресурсів. Будь-який виріб повинен бути технологічно раціональним для заданих конкретних умов підготовлення його виробництва, виготовлення, експлуатації та ремонту. Ці вимоги слід знати конструктору до початку розробки конструкції виробу.

## Види технологічності
Вид технологічності визначається ознаками, що характеризують область прояву технологічності конструкції виробу. За цією ознакою розрізняють такі види технологічності:
- технологічність у проєктуванні, що може бути оцінена кількістю уніфікованих вузлів, уніфікацією поверхонь деталей (наприклад, різі, рівців для виходу інструмента тощо), уніфікацією матеріалів, що використовуються;
- виробнича технологічність конструкції виробу виражається в скороченні витрат коштів і часу на: конструкторську підготовку виробництва; технологічну підготовку виробництва; процеси виготовлення, в тому числі контролю та випробувань, а також монтажі за межами підприємства виробника;
- експлуатаційна технологічність конструкції виробу виражається в скороченні витрат часу та коштів на його підготовку до використання, технічне обслуговування, поточний ремонт та утилізацію виробу;
- ремонтна технологічність — технологічність конструкції виробу при всіх видах ремонту, крім поточного.

### Технологічність конструкції деталі, що обробляється різанням
На технологічність конструкції деталі, що підлягає обробці різанням, впливають як технічні фактори (оброблюваність матеріалу, вибір баз і розмірних зв’язків, форма і розміри деталей, вимоги точності й шорсткості поверхонь), так й організаційні фактори (серійність виробництва, періоди повтору серій, кількість модифікацій).
Оброблюваність різанням – здатність матеріалу деталі ефективно піддаватися обробці ріжучим інструментом.
У задачі забезпечення технологічності конструкції деталі найбільший інтерес викликає визначення відносного рівня швидкостей різанням, при якому можна ефективно виконувати обробку даного матеріалу, а також мати можливість отримати необхідну шорсткість оброблених поверхонь на опоряджувальних операціях.
Для деталей, що мають складні фасонні поверхні, необхідно також враховувати і сили різання. А для деталей, що планують обробляти на верстатах-автоматах важливими критеріями є характер і форма стружки.
Рівень оптимальних швидкостей різанням оцінюється спеціальним коефіцієнтом К, який виражає відносну швидкість різання, що відповідає 60-хвилинній стійкості різців, визначеною порівнянням з еталонним матеріалом.
Загальні технологічні вимоги до деталей, що обробляються різанням:
-	максимально використовувати уніфіковані форми деталей;
-	забезпечувати нормальний вхід та вихід ріжучого інструмента;
-	враховувати, що між параметрами шорсткості та полями допусків поверхонь, що обробляються, немає прямої залежності.

### Технологічність конструкції складальної одиниці
Складальна одиниця повинна бути технологічною при складанні, монтажі, контролі та випробуваннях. Для забезпечення технологічності конструкції виробу повинні бути виконані такі умови:
-	повна взаємозамінність деталей і вузлів складальної одиниці;
-	забезпечення підходу використання універсальних монтажно-складальних інструментів і пристосувань;
-	забезпечення можливості застосовувати прогресивні засоби технологічного оснащення;
-	можливість застосування диференційних схем складання за рахунок раціонального розподілу виробу на агрегати, секції, вузли та деталі.
Загальна кількість деталей у складальній одиниці повинна бути мінімальною. Важливим фактором підвищення технологічності виробу є унаслідування елементів інших конструкцій, що пройшли випробування часом на виробництві.

## Показники технологічності
ГОСТ 14.202-83 виділяє основні і додаткові показники технологічності.
До основних показників відносять:
- трудомісткість виготовлення виробу (сумарні витрати праці на здійснення технологічних процесів виготовлення виробу);
- технологічну собівартість виробу (частина собівартості виробу, яка визначається сумою витрат на здійснення технологічних процесів виготовлення виробу).

Додаткові показники технологічності поділяють на такі:
- техніко-економічні — відносна трудомісткість видів робіт: заготівельних, механічних, складання тощо;
- технічні, що оцінюють конструкцію як виробу в цілому, наприклад: коефіцієнт уніфікації вузлів/деталей, коефіцієнт стандартизації деталей, коефіцієнт точності та ін.

Технологічність конструкції може бути оцінена і на підставі рекомендацій щодо конструкції заготовок (товщина стінки для виливків, перепад діаметрів при куванні тощо).

## Шляхи забезпечення технологічності
Для всіх видів виробів за ГОСТ 14.201-83 при відпрацюванні конструкції на технологічність ставляться завдання зниження трудомісткості виготовлення виробу. Вона залежить від багатьох факторів, головними з яких слід вважати:
- стандартизацію,
- уніфікацію складових частин виробів та їх елементів,
- типізацію технологічних процесів виготовлення, технічного обслуговування та ремонту виробу.

Технологічність складальних одиниць забезпечується дотриманням наступних вимог:
- конструкція машини повинна дозволяти незалежне, паралельне складання вузлів 1-го, 2-го та інших порядків, що скорочує цикл загального складання;
- конструкція машини повинна дозволяти складання без необхідності повного або часткового демонтажу уже встановлених елементів;
- за необхідності забезпечення однозначності розміщення елементів, що складають, треба використовувати контрольні штифти, несиметричне розміщення болтів тощо;
- в умовах автоматизованого складання конструкція деталі повинна забезпечувати просте орієнтування у просторі та можливість використання механізованих інструментів (викруток тощо);
- при автоматизованому складанні конструкція виробу повинна дозволяти складання за допомогою нескладних прямолінійних рухів без додаткових обертальних рухів.

При цьому доцільно нерозбірні з'єднання виконувати методами клепання, розвальцювання, склеювання тощо.